# 5620 Jasonwheeler
5620 Jasonwheeler eller 1990 OA är en asteroid i huvudbältet som upptäcktes den 19 juli 1990 av de båda amerikanska astronomerna Eleanor F. Helin och Brian P. Roman vid Palomarobservatoriet. Den är uppkallad efter Jason W. Roman, son till en av upptäckarna.
Den tillhör asteroidgruppen Amor.